# Kees Jansen (voetballer)
Kees Jansen (Den Haag, 9 januari 1952) is een voormalig Nederlands voetballer die als vleugelspeler inzetbaar was.
Als voormalig ADO-jeugdspeler behoorde Jansen twee jaar tot de selectie van FC Den Haag, maar tot een debuut in het eerste elftal kwam het niet. Rob Baan, zijn voormalige jeugd- en assistent-trainer bij ADO, haalde hem in 1973 op huurbasis naar FC VVV. Op 12 augustus 1973 maakte Jansen er zijn profdebuut in een uitwedstrijd bij SC Amersfoort. Bij de Venlose eerstedivisionist werd hij aanvankelijk opgesteld als linksback of linkshalf, maar later ook als linksbuiten. Na de promotie naar de Eredivisie in 1976 nam FC VVV afscheid van Jansen. Hij speelde vervolgens nog een aantal jaren in het amateurvoetbal bij SC Irene en SV Blerick.

## Clubstatistieken
| Seizoen         | Club            | Competitie      | Competitie | Competitie | Beker | Beker | Overige | Overige | Totaal | Totaal |
| Seizoen         | Club            | Competitie      | Wed.       | Dlp.       | Wed.  | Dlp.  | Wed.    | Dlp.    | Wed.   | Dlp.   |
| --------------- | --------------- | --------------- | ---------- | ---------- | ----- | ----- | ------- | ------- | ------ | ------ |
| 1971/72         | FC Den Haag     | Eredivisie      | 0          | 0          | 0     | 0     | 0       | 0       | 0      | 0      |
| 1972/73         | FC Den Haag     | Eredivisie      | 0          | 0          | 0     | 0     | 0       | 0       | 0      | 0      |
| 1973/74         | → FC VVV        | Eerste divisie  | 24         | 2          | 2     | 0     | —       | —       | 26     | 0      |
| 1974/75         | → FC VVV        | Eerste divisie  | 32         | 2          | 2     | 1     | —       | —       | 34     | 3      |
| 1975/76         | FC VVV          | Eerste divisie  | 19         | 1          | 1     | 0     | 4       | 0       | 24     | 1      |
| Carrière totaal | Carrière totaal | Carrière totaal | 75         | 5          | 5     | 1     | 4       | 0       | 84     | 6      |